# Курцово
Курцово — деревня в Ярцевском районе Смоленской области России. Входит в состав Мушковичского сельского поселения. Население — 62 жителя (2007 год). 
Расположена в центральной части области в 3 км к западу от Ярцева, в 0,5 км южнее автодороги М1 «Беларусь», на берегу реки Песочня. В 5 км северо-восточнее деревни расположена железнодорожная станция Ярцево на линии Москва — Минск. 

## История
В годы Великой Отечественной войны деревня была оккупирована гитлеровскими войсками в июле 1941 года, освобождена в сентябре 1943 года.